# گرفندهرون
گرفندهرون (به آلمانی: Gräfendhron) یک شهر در آلمان است که در برنکاستل-ویتلیش واقع شده‌است. گرفندهرون ۱۱۸ نفر جمعیت دارد.